# Lutte aux Jeux olympiques d'été de 1956
Navigation
Helsinki 1952 Rome 1960

## Tableau des médailles pour la lutte
| Rang | Pays | Médaille d'or | Médaille d'argent | Médaille de bronze | Total |
| ---- | ---- | ------------- | ----------------- | ------------------ | ----- |

## Lutte gréco-romaine
| Épreuves                    | Or                                    | Argent                                       | Bronze                           |
| --------------------------- | ------------------------------------- | -------------------------------------------- | -------------------------------- |
| Poids mouche - 52 kg        | Nikolai Solovyov Union soviétique     | Ignazio Fabra Italie                         | Dursun Ali Eğribaş Turquie       |
| Poids coq, 52 - 57 kg       | Konstantin Vyrupayev Union soviétique | Edvin Vesterby Suède                         | Francisc Horvath Roumanie        |
| Poids plume, 57 - 62 kg     | Rauno Mäkinen Finlande                | Imre Polyák Hongrie                          | Roman Dzneladze Union soviétique |
| Poids légers, 62 - 67 kg    | Kyösti Lehtonen Finlande              | Riza Doğan Turquie                           | Gyula Tóth Hongrie               |
| Poids mi-moyens, 67 - 73 kg | Mithat Bayrak Turquie                 | Vladimir Maneyev Union soviétique            | Per Gunnar Berlin Suède          |
| Poids moyens, 73 - 79 kg    | Givi Kartoziya Union soviétique       | Dimitar Dobrev Bulgarie                      | Rune Jansson Suède               |
| Poids mi-lourds, 79 - 87 kg | Valentin Nikolayev Union soviétique   | Petko Sirakov Bulgarie                       | Karl-Erik Nilsson Suède          |
| Poids lourds, + 87 kg       | Anatoly Parfyonov Union soviétique    | Wilfried Dietrich Équipe unifiée d'Allemagne | Adelmo Bulgarelli Italie         |

## Lutte libre
| Épreuves                    | Or                                      | Argent                          | Bronze                              |
| --------------------------- | --------------------------------------- | ------------------------------- | ----------------------------------- |
| Poids mouche - 52 kg        | Mirian Tsalkalamanidze Union soviétique | Mohammad Ali Khojastehpour Iran | Hüseyin Akbaş Turquie               |
| Poids coq, 52 - 57 kg       | Mustafa Dağıstanlı Turquie              | Mohammad Mehdi Yaghoubi Iran    | Mikhail Shakhov Union soviétique    |
| Poids plume, 57 - 62 kg     | Shozo Sasahara Japon                    | Joseph Mewis Belgique           | Erkki Penttilä Finlande             |
| Poids légers, 62 - 67 kg    | Emam-Ali Habibi Goudarzi Iran           | Shigeru Kasahara Japon          | Alimbeg Bestayev Union soviétique   |
| Poids mi-moyens, 67 - 73 kg | Mitsuo Ikeda Japon                      | İbrahim Zengin Turquie          | Vakhtang Balavadze Union soviétique |
| Poids moyens, 73 - 79 kg    | Nikola Stanchev Bulgarie                | Daniel Hodge États-Unis         | Georgi Skhirtladze Union soviétique |
| Poids mi-lourds, 79 - 87 kg | Gholam Reza Takhti Iran                 | Boris Kulayev Union soviétique  | Peter Blair États-Unis              |
| Poids lourds, + 87 kg       | Hamit Kaplan Turquie                    | Hussein Mehmedov Bulgarie       | Taisto Kangasniemi Finlande         |